# Nudo de cirujano

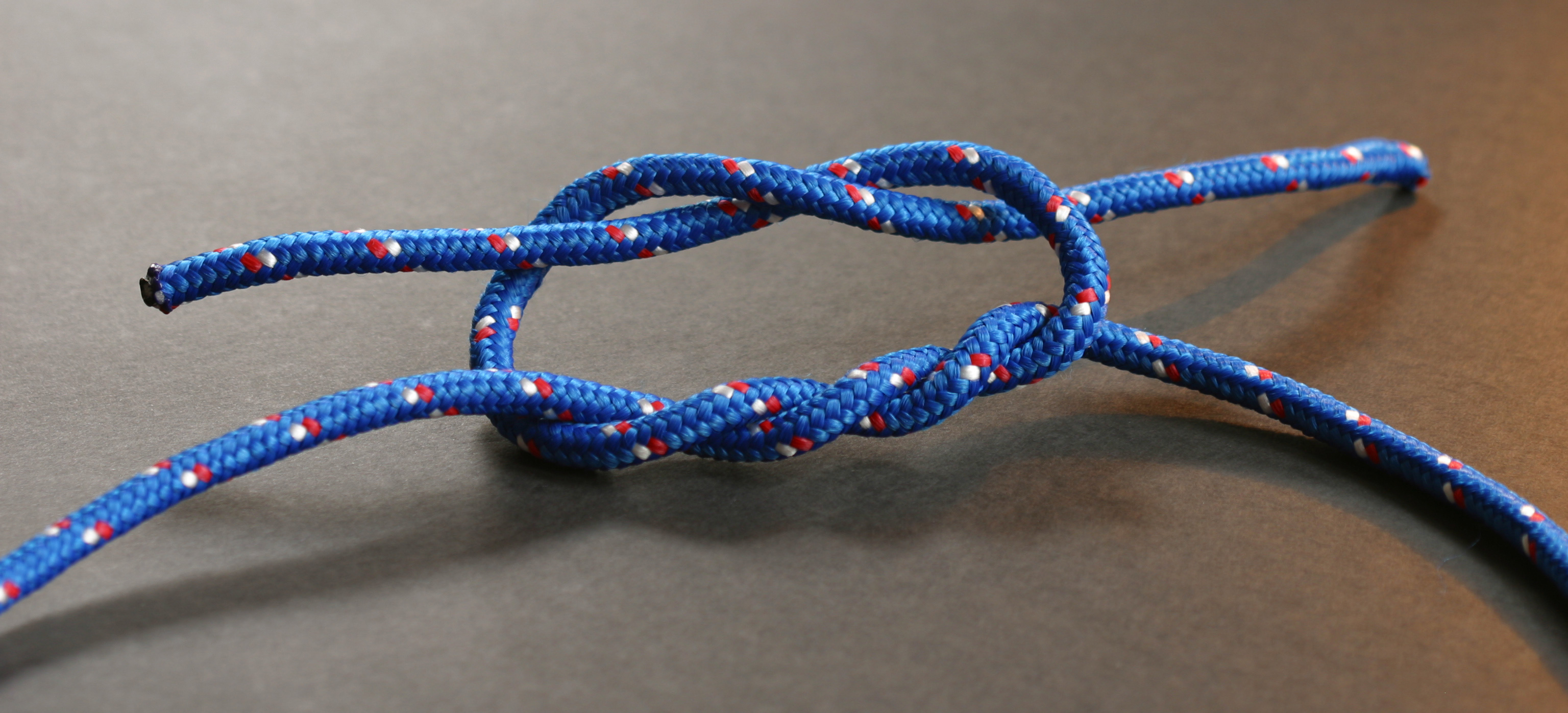
El nudo de cirujano antes de atarse mostrando los dos giros en el extremo y uno en la parte superior

El nudo de cirujano es una modificación sencilla del nudo de rizo. Se le agrega un giro extra atando el primer atado, formando un nudo simple, aumentando así la fricción que hace al nudo más seguro. Este nudo es comúnmente utilizado por cirujanos en situaciones donde es importante mantener la tensión en una sutura, dándole su nombre. Los nudos de cirujano son utilizados para la pesca con mosca, y para atar nudos con cuerdas.

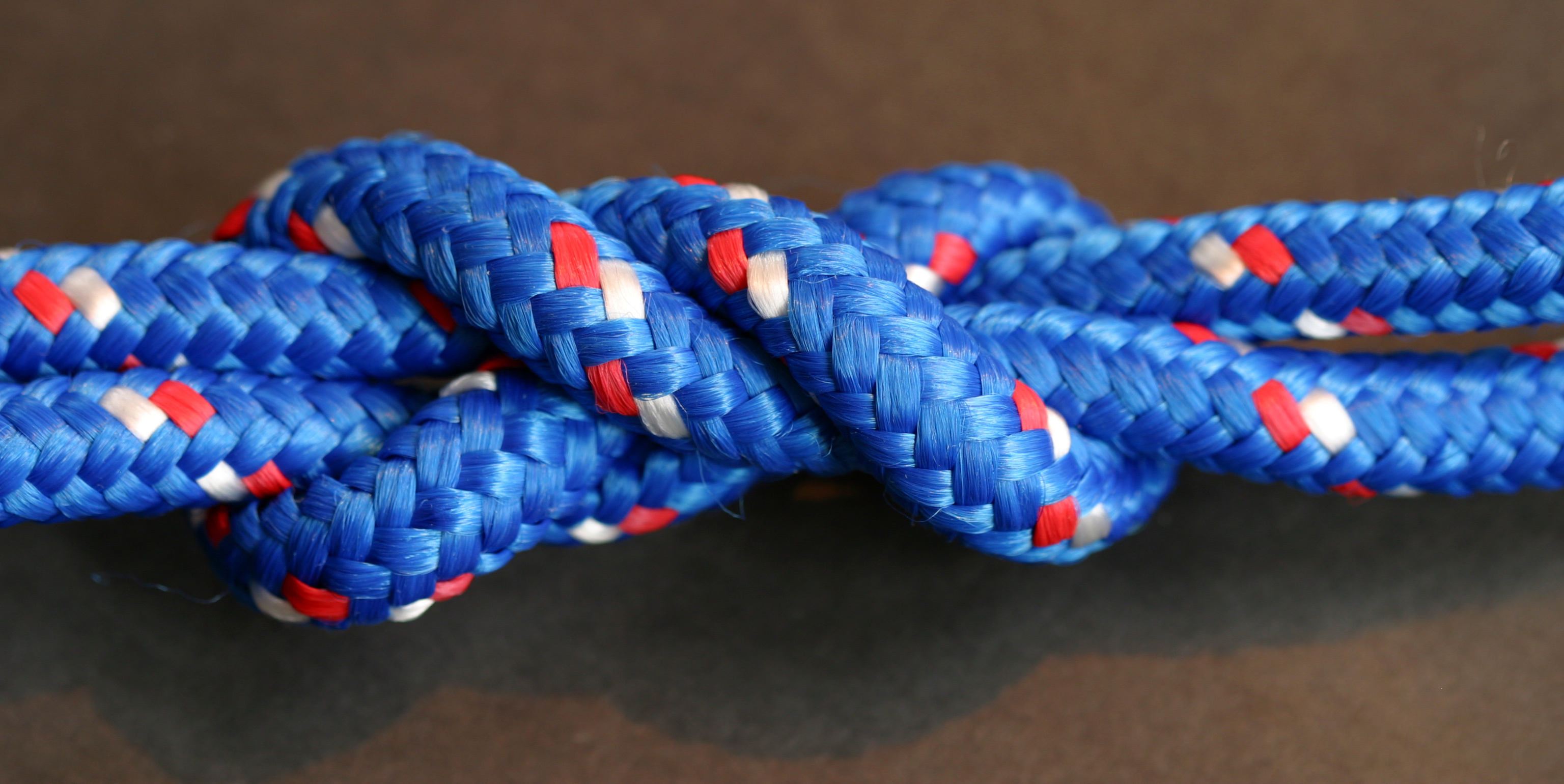
Un nudo de cirujano atado

Algunas fuentes categorizan al nudo de cirujano como una flexión, ya que puede ser efectivo como tal.